# Pomnik Mikołaja Kopernika we Fromborku (1973)
Pomnik Mikołaja Kopernika we Fromborku – pomnik wykonany z brązu, znajdujący się u stóp Wzgórza Katedralnego we Fromborku, przedstawiający Mikołaja Kopernika trzymającego konwalię w prawej dłoni.

## Historia pomnika i charakterystyka
Kopernik był członkiem kapituły warmińskiej, funkcję kanonika we Fromborku pełnił przez 48 lat. We fromborskiej katedrze został też pochowany. 
Pierwszy okazały pomnik poświęcony astronomowi został odsłonięty we Fromborku w 1909 roku. Pomnik ten po II wojnie światowej został zburzony w 1947 roku, gdyż uznany został za jeden z symboli nazizmu.
Obecny spiżowy 6-metrowy pomnik Kopernika, posadowiony na granitowym 3-metrowym cokole, umiejscowiono u stóp Wzgórza Katedralnego, na miejscu barokowych ogrodów kanonika Krzysztofa Żuławskiego (1738–1808). Okazją ku temu była 500. rocznica urodzin astronoma oraz obchody ogłoszonego przez UNESCO Roku Kopernikańskiego. Wykonał go zwycięzca konkursu, Mieczysław Welter, który jest między innymi twórcą pomnika Fryderyka Chopina w Słupsku i pomnika Marii Konopnickiej we Wrześni.
Pomnik został odsłonięty 15 lipca 1973 roku, w rocznicę bitwy pod Grunwaldem. W uroczystości uczestniczyli ówcześni przywódcy państwa: Edward Gierek, Piotr Jaroszewicz i Henryk Jabłoński, Edward Babiuch, Stefan Olszowski, Jerzy Łukaszewicz, samego aktu odsłnięcia dokonał prezes rady ministrów Piotr Jaroszewicz. Według doniesień prasowych w uroczystościach wzięło udział 125 tysięcy osób. Tydzień po odsłonięciu pomnika we Fromborku jego replika stanęła w jednym z największych parków miejskich Meksyku.
Welterowi zarzucano, że pomnik Kopernika jest nieforemny, ma przypominać „klocek zakończony małą główką”. Obrońcy widzieli w pomniku nawiązanie do warmińskich świątków i pruskich bab.